# 김근행 (1610년)
김근행(金謹行, 1610년 - ?)은 조선 후기의 역관이다. 자는 선회(鮮悔), 본관은 김해(金海)이며, 선조의 후궁인 순빈 김씨의 친정 조카이다.

## 개요
1627년(인조 5년) 왜학 역관 취재에 합격하여 관직은 사역원교회(司譯院敎誨)를 거쳐 자헌대부(資憲大夫) 지중추(知中樞)에 이르렀다. 1630년대부터 대마도에 파견되는 문위행의 통역관으로 다녀왔고, 1643년과 1655년에는 통신사의 수행원으로 일본 본토를 다녀왔으며, 1663년에는 직접 문위행에 임명되어 대마도를 다녀왔다.
그는 자신의 부를 자랑하지 않고 일부러 질이 낮은 관대와 관복, 호패, 패도 등을 사용했다. 인조대부터 현종대까지 대마도와 일본과의 무역 활동, 훈련도감과 병조의 부탁으로 여러 번 화약과 유황, 조총 등을 반입해오면서 막대한 부를 쌓았다. 또한 고리대금을 하여 막대한 차익을 남기기도 했다. 또한 1676년의 부산 초량왜관 신축공사에 투입된 일본인과 대마도인 목수들의 임금을 지급할 수 없자, 단기 고리대금으로 이자를 남겨 그 이자로 목수들의 임금을 지급하였다.
왜학 역관으로 있으면서 일본과의 교역을 통해 막대한 돈을 벌어들여 한양의 이름있는 갑부의 한 사람이 되었으나 검소히 행동하였다. 현명하기로도 이름났다.

## 생애

### 출생과 가계
그는 역관 집안에서 태어났는데, 아버지는 역관 김득기(金得祺)이고, 어머니는 평산 신씨로 신응수(申應秀)의 딸이며, 고모 중 한 명은 선조의 후궁인 순빈 김씨였다. 아버지 김득기는 역관으로 사역원 교회를 거쳐 당상관인 첨지(僉知)에 이르렀다.
그의 아버지 김득기는 역관과 조선시대 외교 비사인 《통문관지(通文館志)》에 등재될 정도로 이름 있는 역관이었다. 아버지 김득기는 1592년(선조 25)에 명나라에 청병 사신의 수행원으로 파견되어 가서 선조가 피난해 있던 평양으로 귀환하여 의주(義州)까지 왕을 호행한 공로로 호군(護軍)에 특배되었으며, 선조가 명나라에 귀순할 뜻을 비치자 조정의 신하들과 함께 불가함을 힘써 간쟁하였다. 또한 조천사로 여러 차례 다녀오면서 받아오는 은화(銀貨)를 재산 증식의 수단으로 여기지 않았다고도 한다. 임진왜란 때 임금 선조를 호종한 공로로 아버지 김득기는 1604년(선조 37) 호성원종공신(扈聖原從功臣) 1등관에 책록되었다.
1627년(인조 5년) 왜학(倭學) 역관 취재 시험에 합격하여 일본어 역관으로 근무하였다.

### 역관 생활
그 뒤 김근행은 부산의 왜관 건물의 개·증축 등 수리공사를 담당하는 왜관 감동역관으로 파견되었다가 돌아와 사역원 왜학훈도로 왜학 통역관을 길러냈다. 또한 그는 대마도 도주(對馬島 都主)의 애경사(哀慶事)를 위로 및 축하하는 목적에서 파견되는 문위행의 역관으로 여러 번 대마도를 다녀왔는데 1640년(인조 18)에 문위행(問慰行)의 당하역관으로 파견된 이후 문위행의 수행원으로 7회를 대마도에 파견되어 다녀왔다. 1633년 훈련도감에서 청나라의 눈을 피해 유황과 무기의 밀수를 추진하였는데, 김근행이 그 일을 맡아서 일본으로 들어가 밀매 상인과 접촉하여 유황 4만근을 조선으로 밀수, 반입하였다. 이 공로로 후일 그는 당상역관을 거쳐 가선대부가 되었다.
1643년(인조 21) 통신사의 상통사로 일본에 다녀왔으며, 그 뒤 사역원교회를 거쳐 당상관에 올라 1655년(효종 6) 통신사가 파견될 때는 당상역관으로도 파견되었다. 효종 때에도 문위행의 통역관과 문위행으로 대마도를 다녀왔는데, 이때는 청나라의 눈을 피해 북벌에 쓸 무기를 구입해 왔다.

### 유황 밀무역 주도
1663년 대마도에 문위행으로 다녀왔다. 1663년에는 당시 좌의정 원두표, 훈련대장 이완, 한성부우윤 유혁연 등으로부터 유황 수입을 권유받았다. 이들의 권고로 김근행은 1663년 문위행으로 대마도에 파견되어 일본인 잠상과 수입을 약속하고, 1664년 3월 귀환하였다. 1644년 2월에 일본인 세 명이 유황 20,000근과 장검 200자루가 대마도로부터 왔다. 이 때 일본인과 무역하여 유황과 장검을 사들인 것은 서울의 부상(富商)인 이응상(李應祥)의 노복이었다. 이응상은 이미 1663년 가을에 훈련대장 이완의 제의로 유황 1만4천 여 근을 훈련도감과 어영청에 각각 납입하였다. 이때 조정에서는 북벌에 쓸 화포 마련에 총력을 기울였고, 그는 유황과 총기류 수입을 주도했다. 당시 유황 수입을 주선한 사람은 김근행과 그 외에도 이응상, 임무상(林茂祥), 부산진 군관 박명천(朴命天) 등이었고, 역관으로는 그 외에도 한시열(韓時說), 상인으로는 방이공(方以恭), 김덕생(金德生) 등이었다. 이들은 각각 자기의 자본으로 유황 100근당 은 70냥으로 계산하여 유황과 총기류를 수입하였다.
1664년에도 그는 문위행에 임명되어 대마도를 다녀왔다. 이때 김근행의 노력으로 1664년 여름에 석류황 1만 2천근, 흑각, 포탄, 유황, 화약, 긴 조총, 장검 등 군수품을 다시 대마도로부터 수입해왔다. 이후로도 그는 조정의 명을 받아 화포와 총기류를 대마도와 일본으로부터 수입하였다. 1665년 7월에는 김근행이 주선하여 상인 임지죽(林之竹)은 유황을 수입하였다. 이때 그는 수입 과정에 적극 참여했으며, 이 외에도 유황 등 같은 군수품의 수입은 역관이 사행으로 파견되었을 때 무역을 주선하여 이루어졌다. 그리고 일본상인이 물화를 가지고 오면 특정 상인이 수입하여 군문에 납입하는 방식이었다. 그는 청나라에 발각되지 않기 위해 상인과 다른 역관, 개인 등을 통해 유황과 총기류를 수입하여 의정부와 비변사, 병조에 비밀리에 바쳤다. 그는 1663년과 1664년 연속으로 문위행으로 다녀오면서 유황과 무기류 구입에 크게 기여하였다.

### 생애 후반
김근행은 1676년 초량왜관의 건립 비용을 고리대로 마련하였다. 조정에서 내린 자금으로 공사하다가, 자신의 사재를 투입하고도 비용이 부족하다고 본 그는 박재흥과 함께 만 냥을 빌려서 고리대하여 6천 냥의 이익을 얻어 초량왜관 건립비용에 추가로 투입시켰던 것이다. 김근행은 변승업 등 다른 역관들처럼 자기 자본으로 고리대 활동을 하기도 하였다 한다. 1678년 일부 파손된 초량왜관을 신축할 때에 동원된 대마도와 일본인 목수들의 임금으로 지급할 비용이 부족하였다. 이때 비용 부족으로 문제가 될 뻔했으나 그는 신속하게 역관 김진하(金振夏), 박재여(朴再興), 박유년(朴有年), 홍우재(洪禹載) 등과 함께 영남 민결 5,000냥을 빌려 이것으로 고리대금을 하여 이자를 마련, 이 이자로 일본인 목수들의 임금을 마련, 지급하여 사태의 악화를 막았다.,
그는 왜학역관과 훈도로 오랫동안 왜관에 머물렀고, 효종 이후에는 문위행으로 여덟 차례 대마도에 다녀왔다. 그 뒤 종2품으로 승진했다가 다시 정2품 자헌대부 지중추부사가 되었다. 김근행은 재산이 많고 품계가 높은 역관인데도 검소한 생활로 매사에 조심하여 현명하였다고 한다.
당상관이 되면 망건에 금관자를 착용할 수도 있었지만, 그는 일부러 찢어진 갓에 붉은 구리를 칠한 망건 관자를 썼으며, 관복은 일부러 쇠뿔과 나무로 된 관대와 장식을 썼다. 또한 고급 비단이 아닌 보통의 비단으로 관복을 해 입었다. 또한 금대는 쇠뿔로 된 것만을 사용하고 황금색을 칠했으며, 패도의 자루나 호패는 일부러 나무로 만들어 썼다. 사람들이 그 까닭을 묻자 그는 이러게 답했다 한다.
| “ | 내 물건이 화려하고 아름다우면 양반 귀족 자제들이 모두 갖고 싶어 할 것이다. 만일 내가 이것을 그들에게 주지 않으면 인심을 잃게 될 것이고, 강제로 빼앗기거나 도둑맞을 것이다. 그렇다고 고루 나눠 주자면 한이 없다. 무릇 사치와 자랑은 화를 부르는 법이다. | ” |

그는 부자로서도 이름이 났으나 항상 거친 베로 지은 의복에 헤어진 갓을 쓰고, 관자 또한 붉은 구리에 금칠한 것이고, 금대(金帶)는 쇠뿔로써 누런 빛이 나는 것으로 만들었으며, 차고 다니는 칼은 나무로써 자루를 만들었으므로, 사람들이 그 까닭을 묻자, 가지고 다니는 물건이 더러 좋고 아름다우면 귀한 집 자제가 모두 갖고 싶어하는데 주지 않으면 그들의 환심을 잃을 것이고, 주려면 두루 줄 수 없으니 사치한 것은 재앙과 화를 가져오는 원인이라 하였다. 그는 자손들에게도 사치하지 말 것과 소중한 물건을 자랑하지 말 것을 늘 충고하였다. 자랑하게 되면 다른 사람이 보고 부러워하거나 욕심을 부리게 될 것이고, 이것이 너희에게 화가 되는 지름길이니 있어도 없는 듯 하라고 항상 교훈하였다.

## 가족 관계
- 고조부 : 김수량(金守良)
- 증조부 : 김유광(金有光)
  - 조부 : 김복장(金福長)
  - 조모 : 평산 신씨(平山 申氏)
    - 아버지 : 김득기(金得祺)
    - 어머니 : 평산인(平山人) 신수응(申應秀)의 딸
      - 형 : 김신행(金愼行)
      - 부인 : 전주인(全州人) 김의인(金義仁)의 딸

## 기타
그는 중인 신분의 부자였는데, 양반과 고관들의 눈밖에 나거나 백성들의 원성과 비난을 듣게 되면 하소연할 데가 없다고 생각했다. 그리하여 늘 말과 행동을 신중히 하고, 부자인데도 부자임을 절대 드러내지 않았다고 한다. 또한 자손들에게도 부자임을 자랑하지 못하게 엄금했다.

## 같이 보기
- 역관
- 통신사
- 홍순언
- 김이교
- 이현상
- 최세진